# Marie Josefa Belgická
Marie Josefa Belgická (Marie José Charlotte Sophie Amélie Henriette Gabrielle; 4. srpna 1906, Ostende – 27. ledna 2001) byla poslední královnou Itálie. Královnou byla jen 34 dní, pročež se jí přezdívalo „májová královna“. Narodila se jako nejmladší dítě a jediná dcera Alberta Belgického a Alžběty Gabriely Bavorské.

## Život
8. ledna 1930 se belgická princezna v Římě vdala za italského korunního prince Umberta a stala se tak vévodkyní z Piemontu (Principessa di Piemonte). S manželem pak měla čtyři děti:
1. Marie Pia Bourbonsko-Parmská (* 24. září 1934), savojská princezna
⚭ 1955 princ Alexandr Jugoslávský (13. srpna 1924 – 12. května 2016), rozvod 1967
⚭ 2003 Michael Bourbonsko-Parmský (4. března 1926 – 7. července 2018)
2. Viktor Emanuel Italský (* 12. února 1937) ⚭ 1971 Marina Doriová (* 12. února 1935)
3. Maria Gabriella Savojská (* 24. února 1940) ⚭ 1969 Robert Zellinger de Balkany (4. srpna 1931 – 19. září 2015), rozvod 1990
4. Marie Beatrix Savojská (* 2. února 1943) ⚭ 1970 Luis Rafael Reyna-Corvalán y Dillon (18. dubna 1939 – 17. února 1999), rozvod 1998

Po sňatku s Umbertem byla požádána, aby si změnila jméno na italské Maria Giuseppa, což odmítla. Manželství nebylo šťastné, jak Marie Josefa o mnoho let později v jednom rozhovoru připustila: „On n'a jamais été heureux“ (Nikdy jsme nebyli šťastní). V době, kdy jí rodiče dohodli sňatek s italským princem, neexistoval jiný potomek vládnoucí dynastie katolického vyznání s nadějí na trůn. Po zrušení monarchie žili manželé odděleně.

### Vévodkyně z Piemontu
Podle milostných dopisů, které zveřejnil syn Benita Mussoliniho, měla mít Marie Josefa s italským fašistickým vůdcem intimní poměr, vzhledem k jejímu postoji ke Spojencům, sympatiemi k rebelům a negativnímu mínění o Mussolinim to však není příliš pravděpodobné.
V roce 1939 se stala prezidentkou italského Červeného kříže. Během druhé světové války byla jednou z mála diplomatických spojnic mezi německo-italským táborem a ostatními evropskými zeměmi zapojenými do války. Na jedné straně jako sestra krále okupované Belgie Leopolda III. (tehdy v německém zajetí) měla zároveň blízko k některým ministrům v Mussoliniho vládě. Jeden z britských diplomatů v Římě zaznamenal, že vévodkyně z Piemontu byla jediným členem italské královské rodiny s dobrým politických úsudkem.
V roce 1943 se Marie Josefa marně zasazovala o samostatnou mírovou dohodu mezi Itálií a USA. Její snahu ale italský král nepodporoval a Umberto se také (přinejmenším ne přímo) také nezapojil. Po tomto nezdaru – s americkými vyslanci se nikdy nesešla – byla i s dětmi poslána do města Sarre v italské provincii Valle d'Aosta na samém severozápadním cípu země, kde byla izolována od politického života královské rodiny.

### Královnou na měsíc

Osobní znak Marie Josefy coby královny Itálie

Poté, co se Itálie přidala na stranu Spojenců, její zdiskreditovaný tchán Viktor Emanuel III. se vzdal vlády, které se tak ujal jeho syn. Ten pak společně s manželkou cestoval po válkou rozvrácené Itálii, přičemž pár si získával sympatie lidu. Spekulovalo se o tom, že kdyby Viktor Emanuel abdikoval ve prospěch svého syna již v roce 1943, v pozdějším referendu o zachování monarchie nebo zřízení republiky, by monarchie zřejmě byla zvítězila. Viktor Emanuel však abdikoval až několik týdnů před referendem, což možná jeho syna stálo trůn.
Po tchánově abdikaci 9. května 1946 se Marie Josefa stala italskou královnou a její manžel králem. 2. června 1946 proběhlo referendum, jehož výsledek byl poměrně těsný: 54:46. Po výsledcích referenda, král Umberto splnil svůj dřívější slib a odstoupil. Dne 13. června 1946 Marie Josefa s manželem opustila zemi.

### V exilu
Rodina žila nějakou dobu v Portugalsku, Umberto a Marie Josefa se však rozhodli žít odděleně. Matka se čtyřmi dětmi odcestovala do Švýcarska, kde strávila většinu zbytku svého života, zatímco Umberto zůstal v Portugalsku. K rozvodu však nikdy nedošlo, částečně z politických, ale též z náboženských důvodů – Oba manželé byli silně nábožensky založení. Umberto žil v naději (i když časem postupně stále menší), že se vrátí na italský trůn a rozvod by katolickému králi uškodil.
Marie Josefa strávila nějaký čas v Mexiku se svou dcerou Marií Beatrice a vnoučaty. Do Itálie se vrátila až poté, co její manžel v roce 1983 zemřel.
Královna Marie Josefa zemřela v roce 2001 ve Švýcarsku na rakovinu plic ve věku 94 let.

## Vývod z předků
|                       |                                              |  |                        |                                             |  |  |  |  |  |  |  | František Sasko-Kobursko-Saalfeldský |
|                       |                                              |  |                        |                                             |  |  |  |  |  |  |  |                                      |
|                       | Leopold I. Belgický                          |  |                        |                                             |  |  |  |  |  |  |  |                                      |
|                       |                                              |  |                        |                                             |  |  |  |  |  |  |  |                                      |
|                       |                                              |  |                        | Augusta Reussová z Ebersdorfu               |  |  |  |  |  |  |  |                                      |
|                       |                                              |  |                        |                                             |  |  |  |  |  |  |  |                                      |
|                       | Filip Belgický                               |  |                        |                                             |  |  |  |  |  |  |  |                                      |
|                       |                                              |  |                        |                                             |  |  |  |  |  |  |  |                                      |
|                       |                                              |  |                        | Ludvík Filip Francouzský                    |  |  |  |  |  |  |  |                                      |
|                       |                                              |  |                        |                                             |  |  |  |  |  |  |  |                                      |
|                       | Luisa Orleánská                              |  |                        |                                             |  |  |  |  |  |  |  |                                      |
|                       |                                              |  |                        |                                             |  |  |  |  |  |  |  |                                      |
|                       |                                              |  |                        | Marie Amálie Neapolsko-Sicilská             |  |  |  |  |  |  |  |                                      |
|                       |                                              |  |                        |                                             |  |  |  |  |  |  |  |                                      |
|                       | Albert I. Belgický                           |  |                        |                                             |  |  |  |  |  |  |  |                                      |
|                       |                                              |  |                        |                                             |  |  |  |  |  |  |  |                                      |
|                       |                                              |  |                        | Karel Hohenzollernsko-Sigmaringenský        |  |  |  |  |  |  |  |                                      |
|                       |                                              |  |                        |                                             |  |  |  |  |  |  |  |                                      |
|                       | Karel Antonín Hohenzollernsko-Sigmaringenský |  |                        |                                             |  |  |  |  |  |  |  |                                      |
|                       |                                              |  |                        |                                             |  |  |  |  |  |  |  |                                      |
|                       |                                              |  |                        | Marie Antoinette Muratová                   |  |  |  |  |  |  |  |                                      |
|                       |                                              |  |                        |                                             |  |  |  |  |  |  |  |                                      |
|                       | Marie Luisa Hohenzollernská                  |  |                        |                                             |  |  |  |  |  |  |  |                                      |
|                       |                                              |  |                        |                                             |  |  |  |  |  |  |  |                                      |
|                       |                                              |  |                        | Karel Ludvík Fridrich Bádenský              |  |  |  |  |  |  |  |                                      |
|                       |                                              |  |                        |                                             |  |  |  |  |  |  |  |                                      |
|                       | Josefína Bádenská                            |  |                        |                                             |  |  |  |  |  |  |  |                                      |
|                       |                                              |  |                        |                                             |  |  |  |  |  |  |  |                                      |
|                       |                                              |  |                        | Stéphanie de Beauharnaisová                 |  |  |  |  |  |  |  |                                      |
|                       |                                              |  |                        |                                             |  |  |  |  |  |  |  |                                      |
| Marie Josefa Belgická |                                              |  |                        |                                             |  |  |  |  |  |  |  |                                      |
|                       |                                              |  |                        |                                             |  |  |  |  |  |  |  |                                      |
|                       |                                              |  | Pius Augustus Bavorský |                                             |  |  |  |  |  |  |  |                                      |
|                       |                                              |  |                        |                                             |  |  |  |  |  |  |  |                                      |
|                       | Maxmilián Josef Bavorský                     |  |                        |                                             |  |  |  |  |  |  |  |                                      |
|                       |                                              |  |                        |                                             |  |  |  |  |  |  |  |                                      |
|                       |                                              |  |                        | Amálie Luisa Arenberková                    |  |  |  |  |  |  |  |                                      |
|                       |                                              |  |                        |                                             |  |  |  |  |  |  |  |                                      |
|                       | Karel Teodor Bavorský                        |  |                        |                                             |  |  |  |  |  |  |  |                                      |
|                       |                                              |  |                        |                                             |  |  |  |  |  |  |  |                                      |
|                       |                                              |  |                        | Maxmilián I. Josef Bavorský                 |  |  |  |  |  |  |  |                                      |
|                       |                                              |  |                        |                                             |  |  |  |  |  |  |  |                                      |
|                       | Ludovika Bavorská                            |  |                        |                                             |  |  |  |  |  |  |  |                                      |
|                       |                                              |  |                        |                                             |  |  |  |  |  |  |  |                                      |
|                       |                                              |  |                        | Karolína Frederika Vilemína Bádenská        |  |  |  |  |  |  |  |                                      |
|                       |                                              |  |                        |                                             |  |  |  |  |  |  |  |                                      |
|                       | Alžběta Gabriela Bavorská                    |  |                        |                                             |  |  |  |  |  |  |  |                                      |
|                       |                                              |  |                        |                                             |  |  |  |  |  |  |  |                                      |
|                       |                                              |  |                        | Jan VI. Portugalský                         |  |  |  |  |  |  |  |                                      |
|                       |                                              |  |                        |                                             |  |  |  |  |  |  |  |                                      |
|                       | Michal I. Portugalský                        |  |                        |                                             |  |  |  |  |  |  |  |                                      |
|                       |                                              |  |                        |                                             |  |  |  |  |  |  |  |                                      |
|                       |                                              |  |                        | Šarlota Joaquina Španělská                  |  |  |  |  |  |  |  |                                      |
|                       |                                              |  |                        |                                             |  |  |  |  |  |  |  |                                      |
|                       | Marie Josefa Portugalská                     |  |                        |                                             |  |  |  |  |  |  |  |                                      |
|                       |                                              |  |                        |                                             |  |  |  |  |  |  |  |                                      |
|                       |                                              |  |                        | Konstantin z Löwenstein-Wertheim-Rosenbergu |  |  |  |  |  |  |  |                                      |
|                       |                                              |  |                        |                                             |  |  |  |  |  |  |  |                                      |
|                       | Adelaida z Löwenstein-Wertheim-Rosenbergu    |  |                        |                                             |  |  |  |  |  |  |  |                                      |
|                       |                                              |  |                        |                                             |  |  |  |  |  |  |  |                                      |
|                       |                                              |  |                        | Anežka Hohenlohe-Langenburská               |  |  |  |  |  |  |  |                                      |
|                       |                                              |  |                        |                                             |  |  |  |  |  |  |  |                                      |